# Lamborghini Aventador
La Lamborghini Aventador LP700-4 — connue en interne sous les noms de code « LB834 » (coupé) et « LB835 » (roadster) — est une supercar développée par le constructeur automobile italien Lamborghini, produite de 2012 à septembre 2025. Dévoilée au salon de Genève 2011, elle remplace la Lamborghini Murciélago.

## Présentation

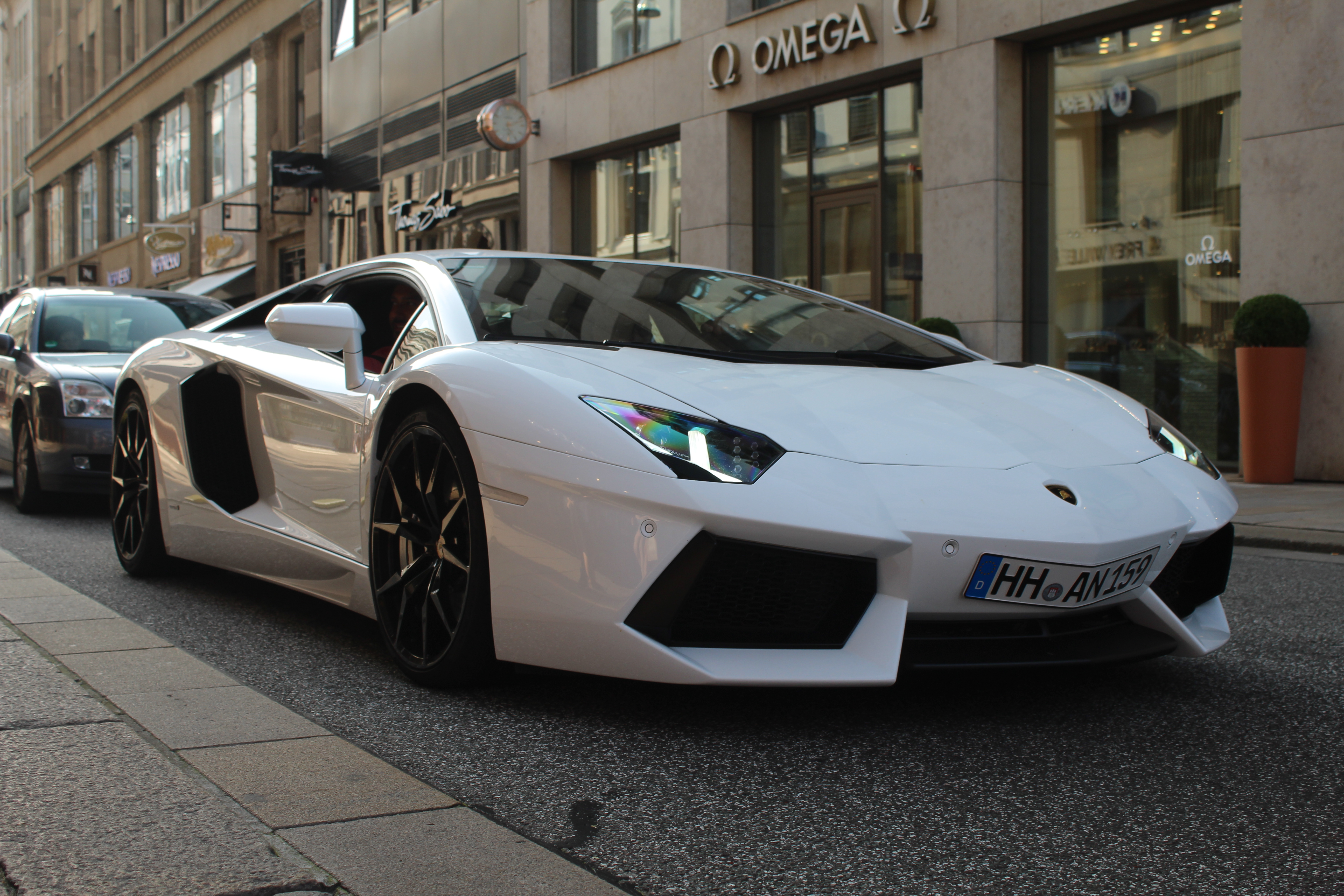
Aventador modèle LP700-4 à Hambourg.

L'Aventador LP700-4 affiche une puissance de 700 ch, pour un 0 à 100 km/h en 2,9 secondes. L'Aventador a été en mesure d'abattre le kilomètre départ arrêté en moins de 20 secondes (19,3 secondes). Dans l'émission britannique Top Gear, l'Aventador de Jeremy Clarkson a été poussée à 328,6 km/h sur le circuit de Nardò, pour un défi entre une Aventador, une Noble M600 conduite par Richard Hammond (329,8 km/h) et une McLaren MP4-12C conduite par James May (314 km/h).
Avec les techniques d'utilisation du carbone développées par Lamborghini (une usine spéciale a été conçue), l'Aventador est la première Lamborghini de série dotée d'un châssis monocoque en fibre de carbone. Cette spécificité lui permet d'économiser du poids et d’être très rigide.
Quant à son design, l'Aventador s'impose par un style agressif et radical. Avec la Reventón et la Sesto Elemento, l'Aventador exprime un tournant dans le design des Lamborghini.

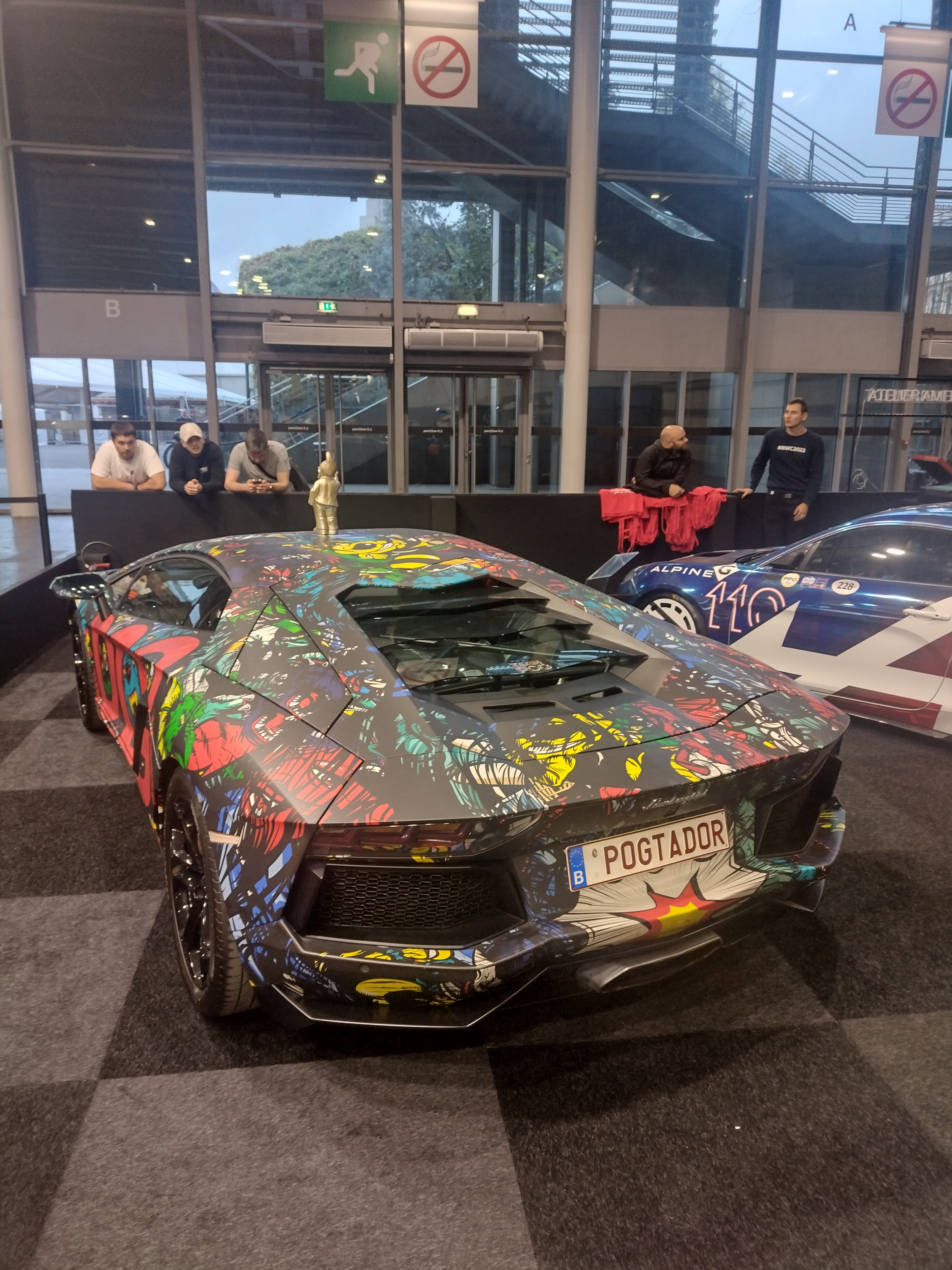
Aventador LP700-4 "Pogtador" au Mondial de l'automobile de Paris 2024.

En septembre 2020, Lamborghini annonce la production du 10 000e exemplaire de Lamborghini Aventador depuis 2011. Le modèle est une Aventador SVJ Roadster de couleur grise avec des finitions rouges et noires.
L'exemplaire n° 11465, dernier exemplaire d'Aventador produit, est sorti des chaînes de production de Sant’Agata Bolognese le 26 septembre 2022. Il s'agit d'un modèle LP 780-4 Ultimae Roadster de couleur bleue destiné à la Suisse. La production a été arrêtée une première fois début 2022. Mais à la suite du naufrage du cargo Felicity Ace en mars 2022 avec à son bord 15 exemplaires d'Aventador Ultimae destinés aux Américains, Lamborghini a relancé la production des exemplaires perdus.

## Lamborghini Aventador J

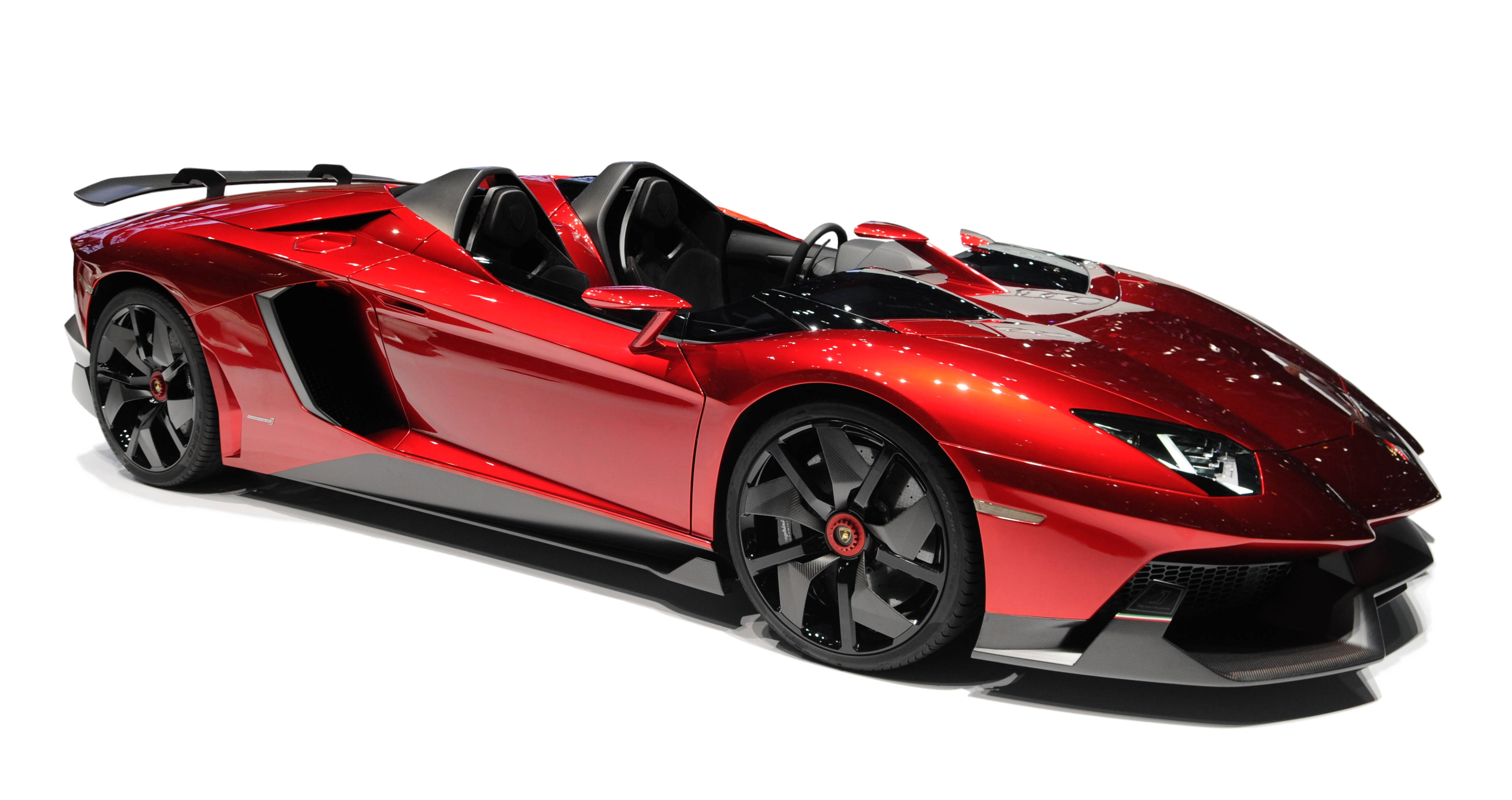
Lamborghini Aventador J.

Quatre mois après avoir dévoilé l'Aventador, des rumeurs ont fui concernant une version roadster. Lamborghini a officiellement dévoilé son Aventador J au salon de Genève 2012. Ce modèle unique, de type speedster, fait appel au même moteur V12 que l'Aventador standard, développant 700 chevaux, avec une transmission automatique à sept vitesses.
La voiture a également été délestée de sa climatisation comme de son équipement audio et de navigation pour l'alléger davantage, abaissant son poids total à 1 575 kg,.
La désignation de la voiture par la lettre « J » vient de l'appendice J des règles de la FIA qui décrivait les spécifications des voitures de course, elle fait aussi référence à la production d'une unique Miura P400 Jota en 1970, elle-même conforme à l'appendice J (« jota » signifie « J » en espagnol).
La voiture présentée au salon de Genève a été vendue pour la somme de 2,8 millions de dollars. Elle préfigure la version roadster de l'Aventador qui perd la dénomination « J » du concept.

## Lamborghini Aventador Roadster

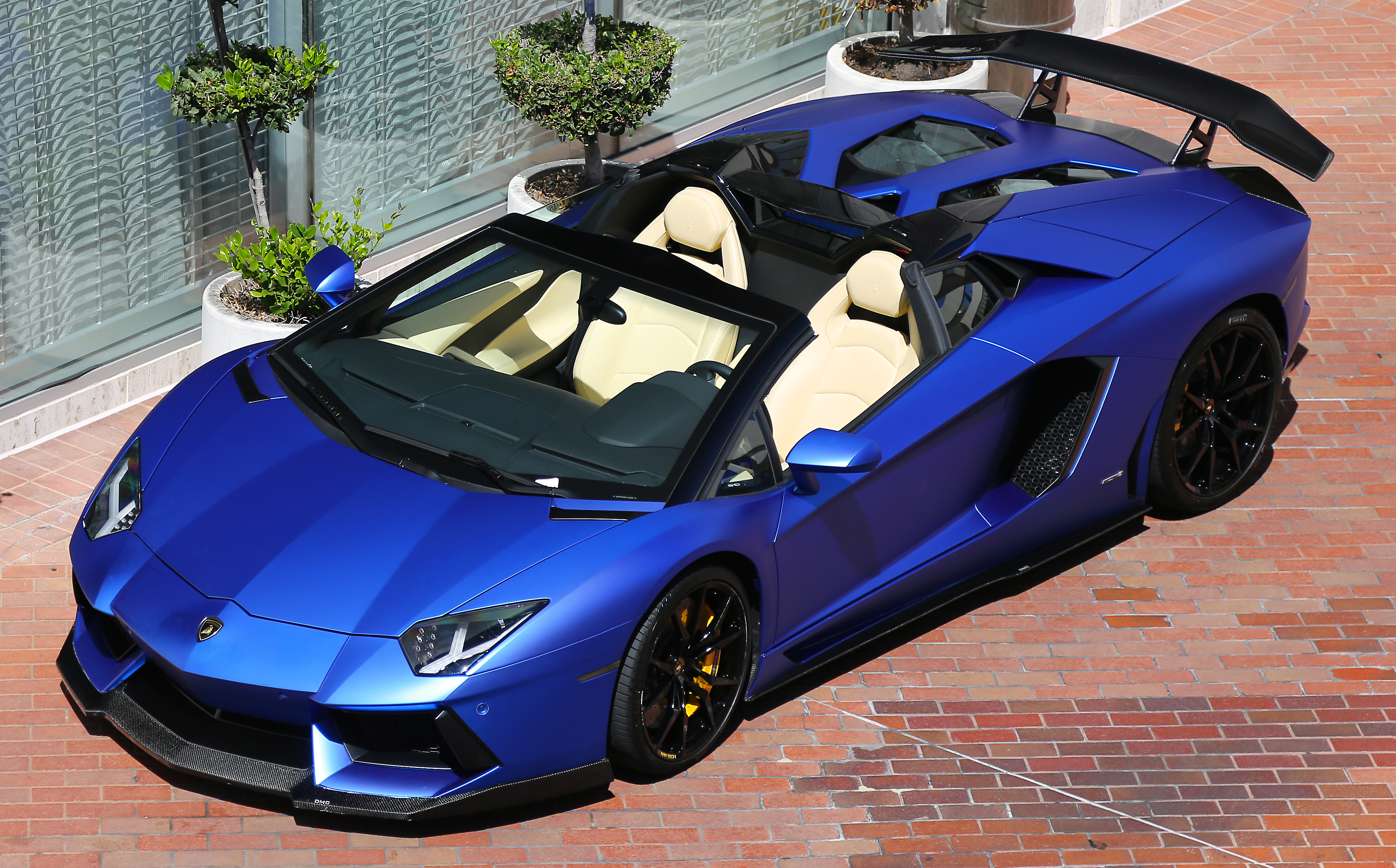
Aventador cabriolet avec plusieurs éléments non d'origines.

Le 12 novembre 2012, Lamborghini a, par le biais des réseaux sociaux tels que Twitter et Facebook, dévoilé son Aventador Roadster. Avec un toit composé en deux parties, la supercar italienne décapotable conserve la même puissance de 700 chevaux que le modèle coupé. Bien que la vitesse de pointe soit identique (350 km/h), l'exercice du 0-100 km/h se rallonge d'un dixième avec 3 secondes.

## Lamborghini Aventador LP720-4 50th Anniversario
Présentée en 2013 à l'occasion du salon de l'automobile de Shanghai, l'Aventador LP 720-4 50th Anniversario est une version limitée à 100 exemplaires coupé et 100 roadster commémorant le 50e anniversaire d'Automobili Lamborghini. Cette série limitée et numérotée voit sa puissance portée à 720 chevaux grâce à une programmation moteur spécifique. 
Esthétiquement, elle reçoit notamment :
- à l'avant : un bouclier en carbone spécifique avec des prises d'air avant agrandies et étendues, un séparateur aérodynamique et de petits volets latéraux sur lequel est fixée une plaque rappelant le modèle LP720-4
- à l'arrière : un nouveau diffuseur en carbone élargi accompagné de larges grilles améliorant la ventilation du compartiment moteur sur lequel est fixée une plaque en carbone forgée avec le logo "50th"
- à l'extérieur : des rétroviseurs et bas de caisses peints en noir satiné
- à l'intérieur : une plaque 50' série spéciale avec le numéro de la voiture (X sur 100 pour chaque carrosserie)

À cette occasion elle est proposée avec un coloris exclusif Giallo Maggio (en italien pour « jaune mai »).
Commercialisée en France au prix de 450 000€ hors options pour le roadster, elle se présente comme la série la plus limitée, la seule numérotée et l'une des plus désirables Aventador produite par Automobili Lamborghini.

## Lamborghini Aventador SV

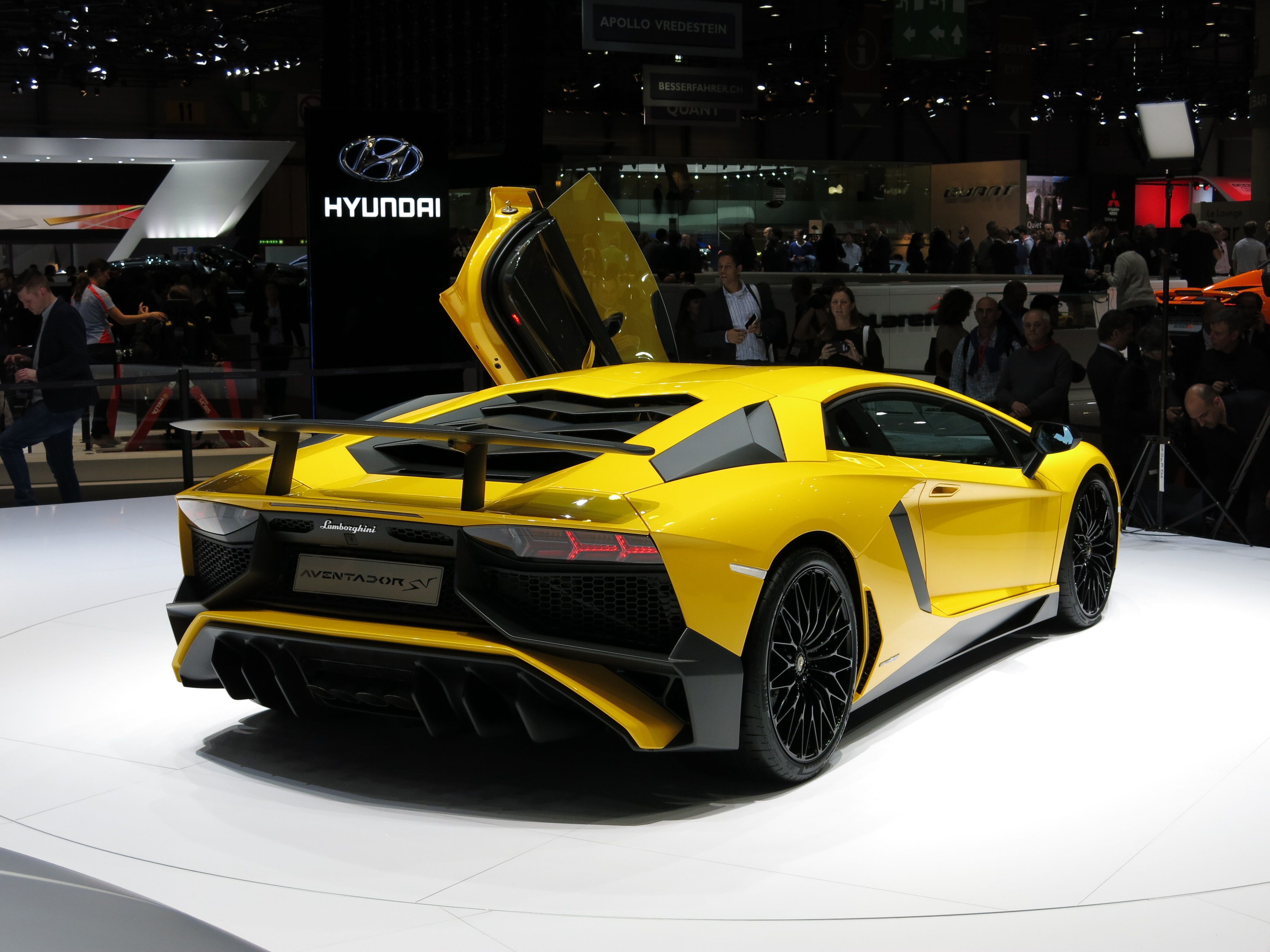
Aventador modèle LP 750-4 SV au salon de l'auto de Genève.

Le 3 mars 2015, Lamborghini a dévoilé son Aventador LP 750-4 SuperVeloce au salon de l'auto à Genève. La nouvelle supercar italienne possède un V12 de 6,5 litres de 750 ch à 8 400 tr/min et 690 N m à 5 500 tr/min, l'utilisation massive de carbone, déjà omniprésent, permet d'abaisser officiellement le poids de 50 kg, soit 1 525 kg. L'aérodynamique a également été revue pour augmenter de 170 % l’appui par rapport à l’Aventador de base. La voiture possède de toutes nouvelles lignes plus sportives, un aileron arrière imposant et le sigle « SV ». Cette version effectue le 0 à 100 km/h en 2,8 secondes. Lamborghini a cette fois-ci adopté une direction assistée dynamique ainsi que des suspensions pilotées magnétiques. Cette version intégrera bientôt la version roadster.
La Lamborghini Aventador SV a étonné beaucoup de personnes à sa sortie grâce à l'annonce d'un chrono de 6 min 59 s 73 sur le mythique circuit du Nürburgring.

### Lamborghini Aventador SV Roadster

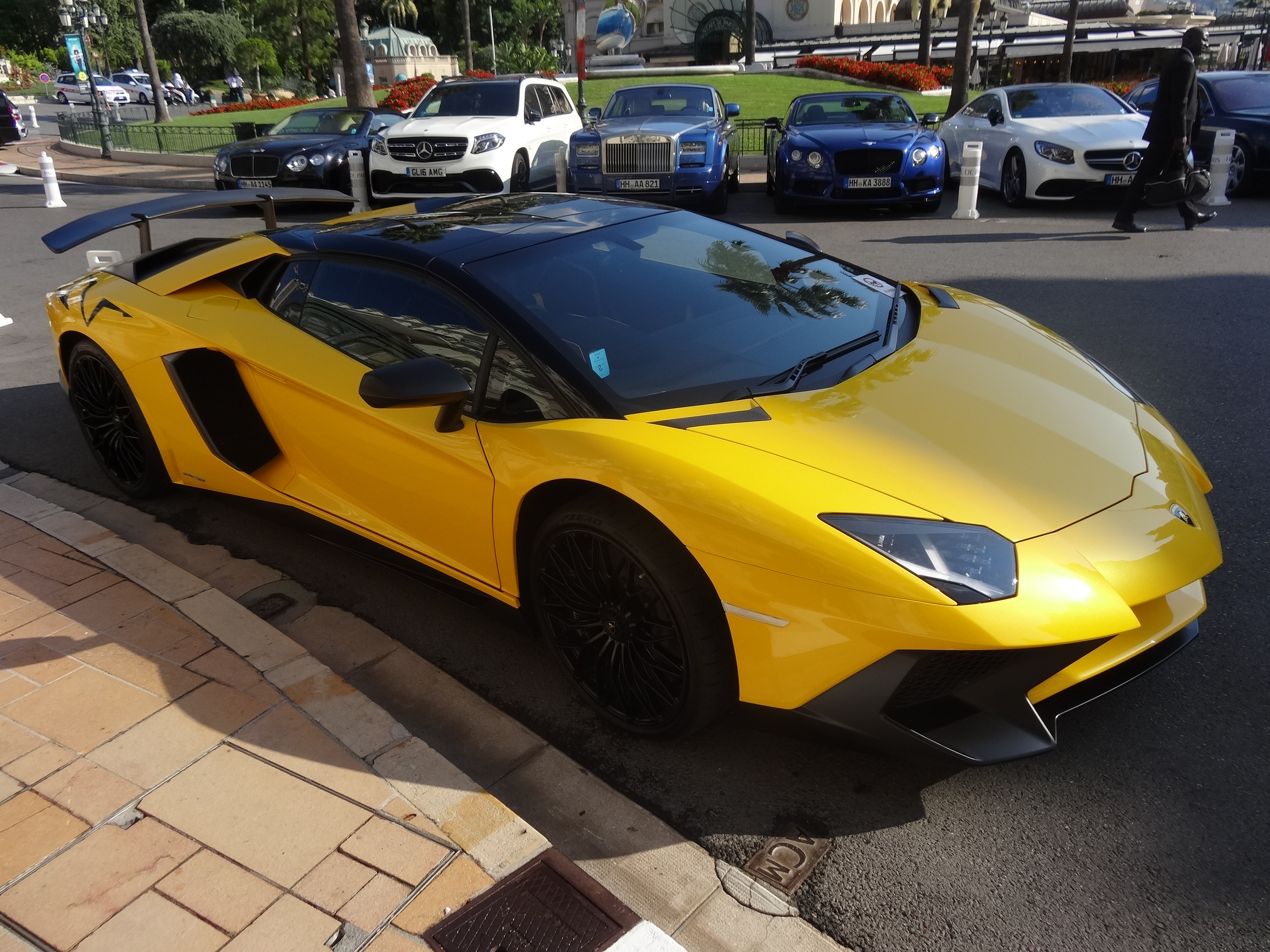
Une Aventador SV Roadster à Monaco.

Lamborghini a dévoilé son Aventador LP 750-4 SuperVeloce Roadster au salon de l'automobile de Francfort 2015. Elle possède toujours le V12 de 6,5 litres de 750 ch à 8 400 tr/min et 690 N m à 5 500 tr/min. Sa structure a nécessité quelques renforts pour pouvoir encaisser l'ablation du toit qui se traduit par 50 kg supplémentaires ce qui amène son poids à 1 575 kg, le poids exact de l'Aventador LP 700-4, ce qui explique les mêmes performances avec un 0 à 100 km/h en 2,9 s, contre 2,8 s pour la version coupée. Cette version sera elle aussi une édition limitée à cette fois-ci 500 exemplaires contre 600 pour la LP 750-4 SuperVeloce.
Le tarif d'entrée est plus élevé : 428 400 € pour le roadster contre 392 000 € pour le coupé. Les premières livraisons se feront à partir du printemps 2016.

## Lamborghini Aventador Miura Homage
En juin 2016, pour fêter le cinquantenaire de la présentation de la Miura au salon de Genève, Lamborghini rend hommage à son modèle le plus mythique en lançant une édition spéciale « Aventador Miura Homage » produite à 50 exemplaires (dont un pour la France et un pour la principauté de Monaco). Les caractéristiques techniques sont identiques à celles de l'Aventador LP 700-4. En revanche, les couleurs de la carrosserie (dont le Rosso Arancio Miura, le Verde Scandal et le Blue Tahiti) et des jantes Dione (gris mat ou or, assorties au bas de caisse) sont spécifiques, ainsi que l'équipement et les finitions, dont certaines exclusives. Le prix de l'Aventador Miura Homage est de l'ordre de 420 000 euros.

## Lamborghini Aventador Pirelli  Edition

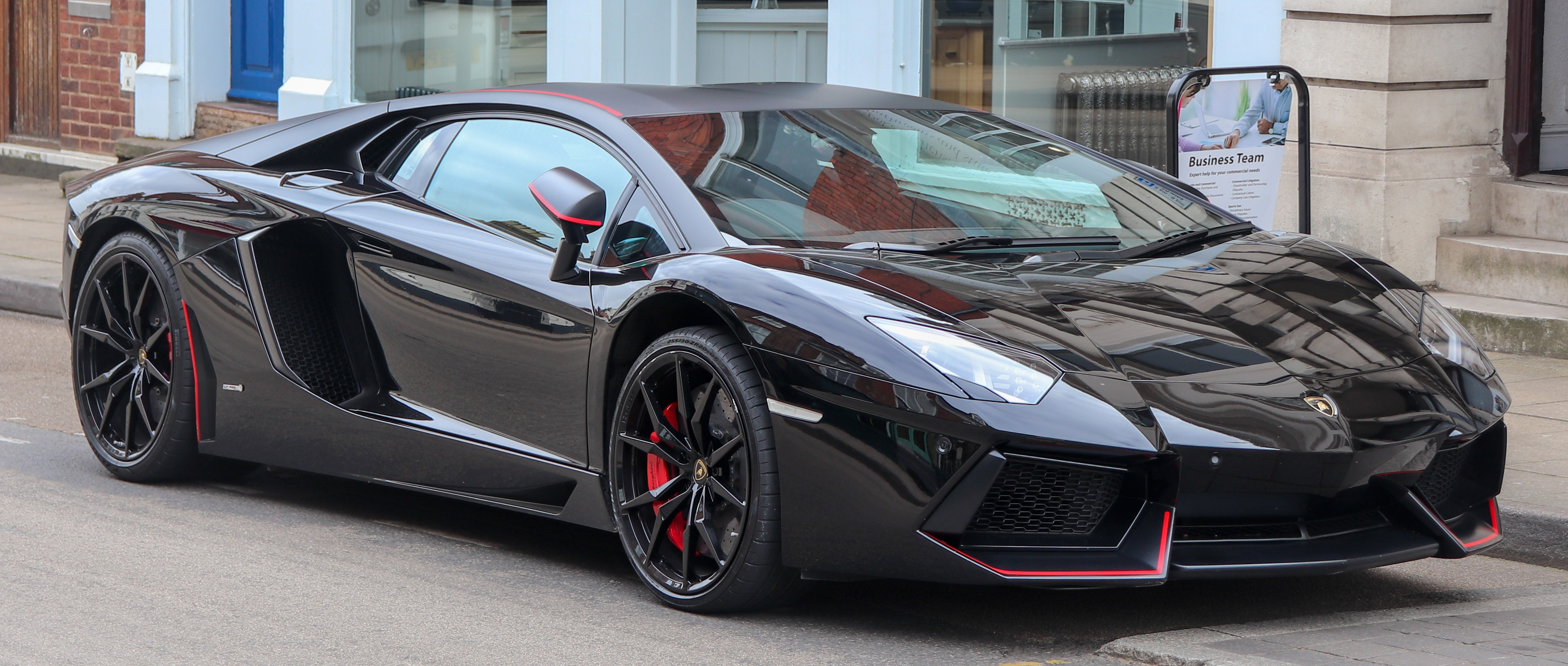
Aventador Pirelli Edition coupée.

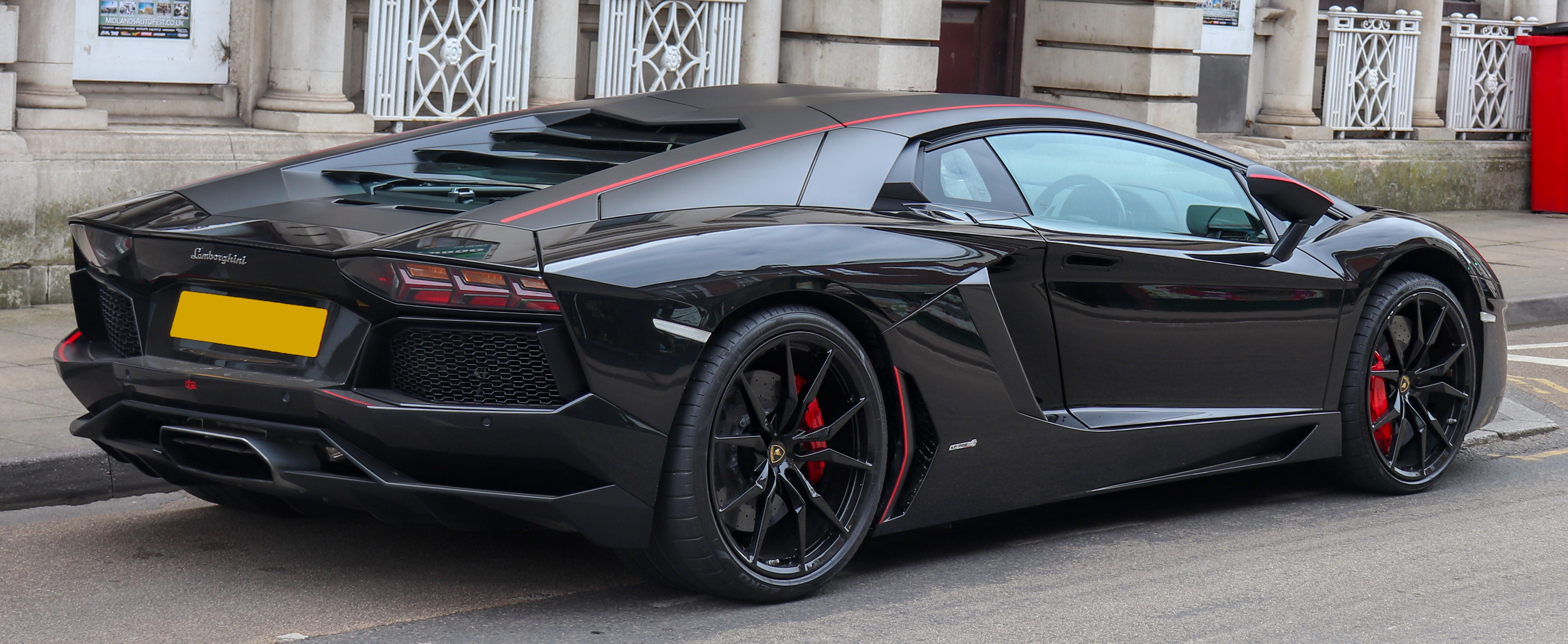
Vue arrière.

Disponible en coupé et en roadster, l'Aventador Pirelli Edition a été conçue pour fêter les 52 ans entre Lamborghini et Pirelli. La peinture de la voiture est blanche (pas forcément) et elle possède un toit en carbone et de fines lignes rouges. Le prix du coupé est de 338 400 € tandis que le roadster coûte 384 400 € .

## Lamborghini Aventador S

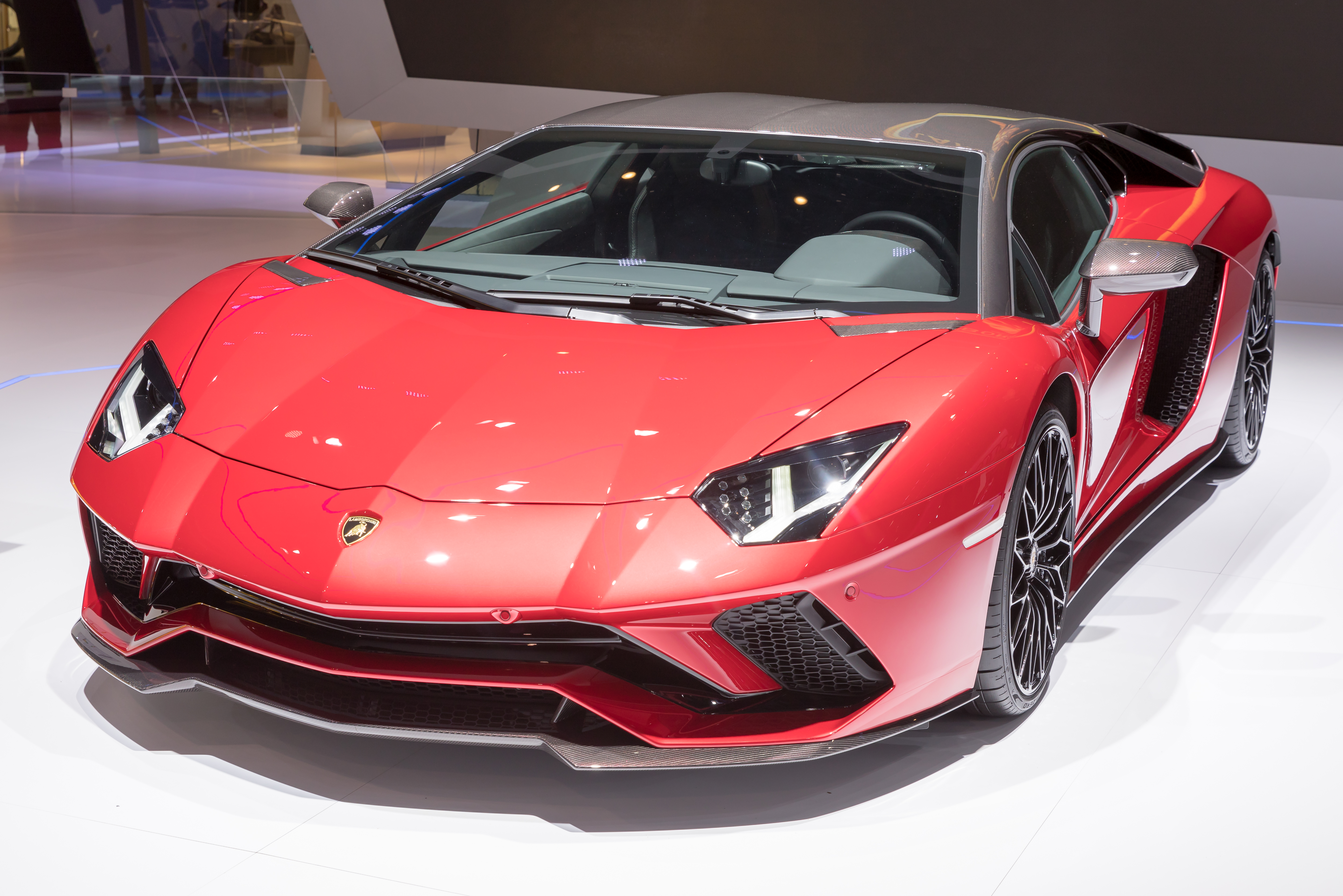
Coupé Aventador S de 2018.

Lamborghini présente officiellement en décembre 2016 l'Aventador S, version rafraîchie de l'Aventador de 2011, pour le millésime 2017. Elle se démarque par quatre roues directrices, un train arrière installé sur la suspension, de nouveaux boucliers pour améliorer l'aérodynamisme et un V12 qui modifie sa puissance à 740 ch. Sa vitesse maximale est de 350 km/h et le 0 à 100 km/h est abattu en 2,9 secondes contre 3 secondes. Son prix est de 337 866 €.

### Lamborghini Aventador S Roadster

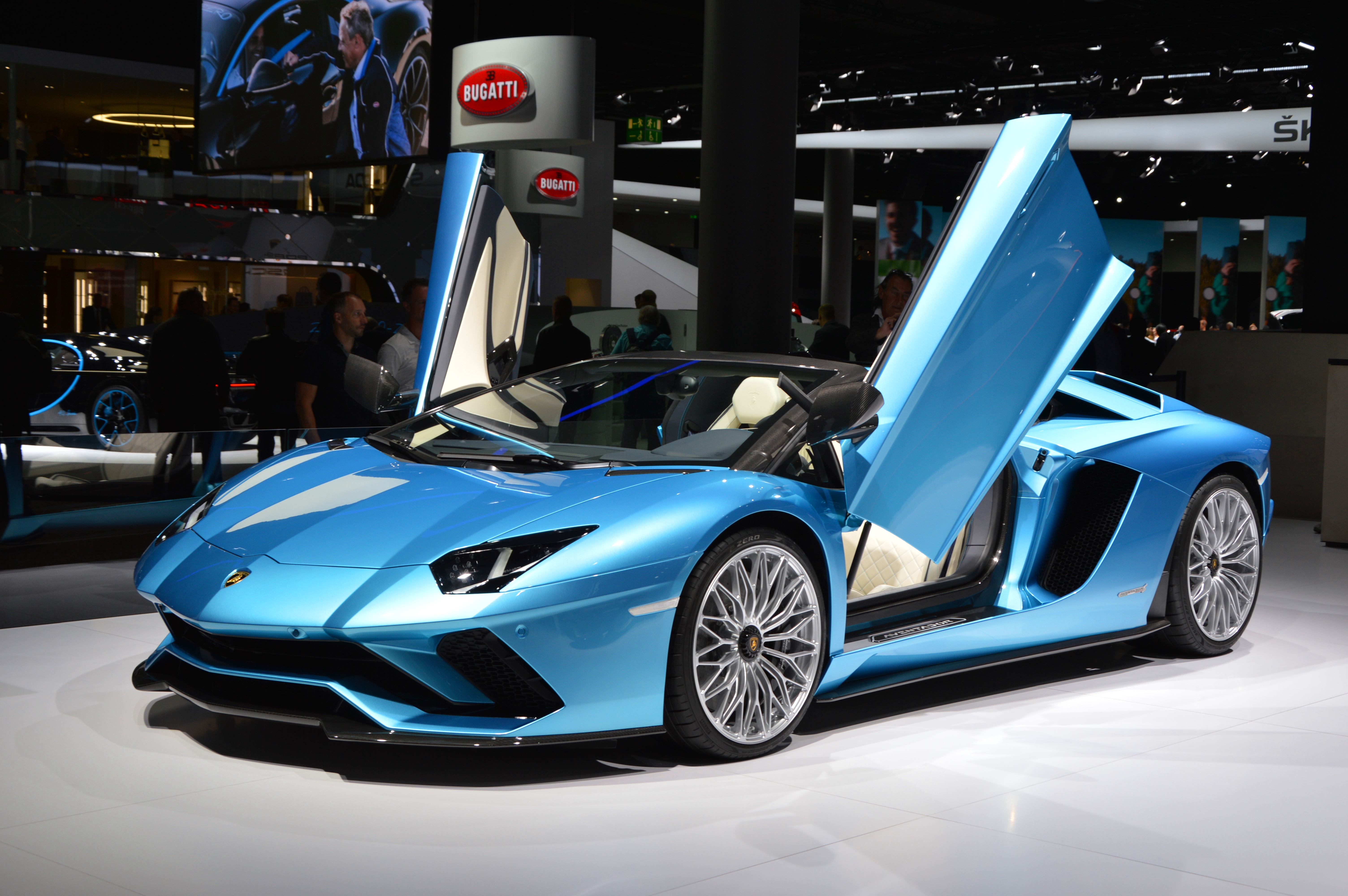
Cabriolet Aventador S de 2017.

La version roadster de la Lamborghini Aventador S est présentée officiellement au salon de l'automobile de Francfort 2017. Elle possède une très forte puissance par le V12 6,5 litres atmosphérique délivrant 740 ch et 690 N m de couple à 5 500 tr/min. La vitesse maximale du roadster est de 350 km/h avec un 0 à 100 km/h effectué en 3 secondes.

## Lamborghini Aventador SVJ

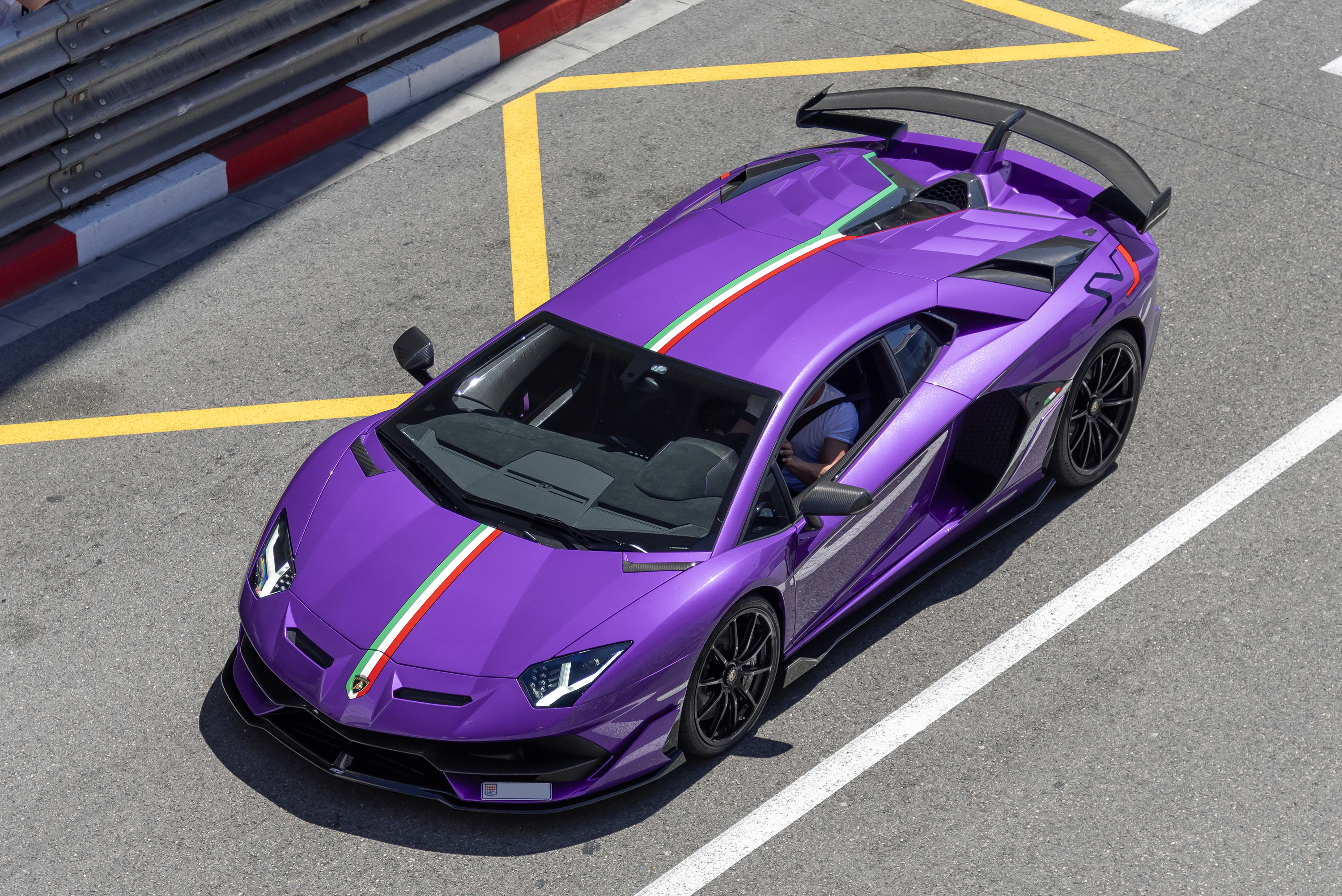
Lamborghini Aventador SVJ à Monaco.

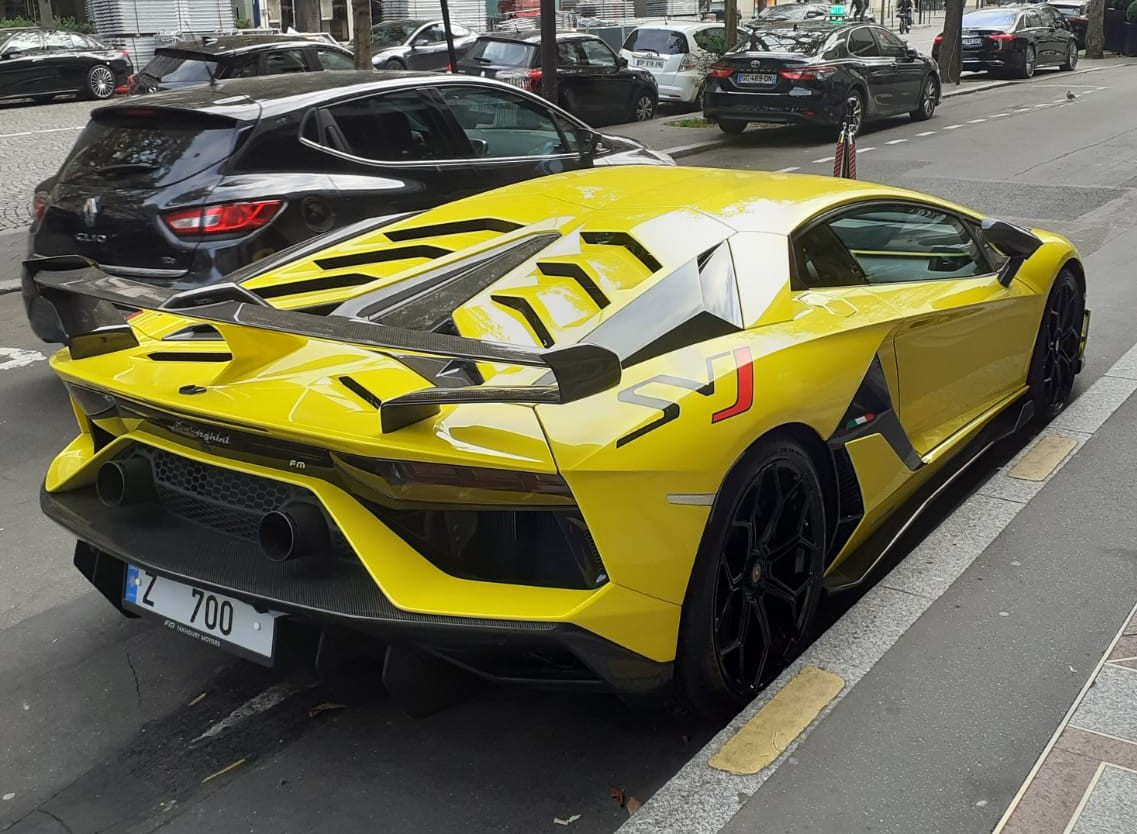
Vue arrière.

Lamborghini dévoile en août 2018 l'Aventador SVJ. Elle est dotée d'un moteur V12 de 6,5 L avec une puissance de 770 ch et une vitesse de pointe à 350 km/h. Grâce à son système ALA qui permet de créer un effet aérodynamique vectoriel (Aerodinamica Lamborghini Attiva) et son allégement, elle a signé le record des voitures homologuées sur le Nürburgring en 6 min 44 s 97.
Les 900 exemplaires prévus ont tous trouvé preneur avant que la production n'ait débuté. Une édition spéciale nommée « Aventador SVJ 63 » est aussi d'actualité pour commémorer l’année de création de la marque dans le marché de l'automobile poussant ainsi la production totale de la "SVJ" à 963 exemplaires.
La SC18, une version unique destinée à un client fortuné, a également vu le jour. Développée en collaboration avec le département Squadra Corse de Lamborghini, la SC18 possède une carrosserie presque entièrement constituée de fibre de carbone.

### Lamborghini Aventador SVJ Roadster

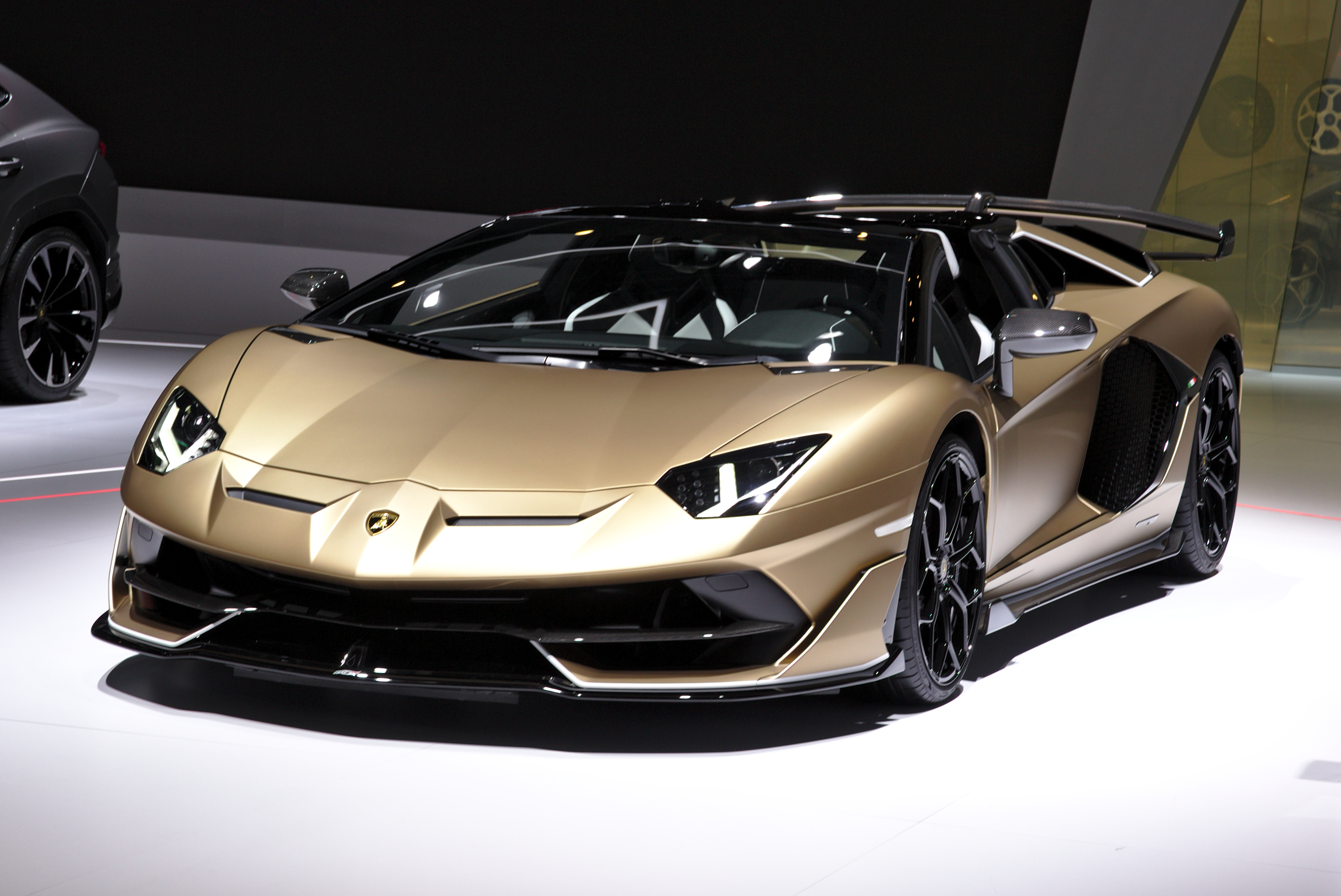
Aventador SVJ Roadster de 2019.

La version Roadster de la SVJ est présentée au salon international de l'automobile de Genève 2019, équipée du même moteur que la version coupé. Le roadster n'est produit qu'à 800 exemplaires. Elle a également été declinée en version spéciale « Aventador SVJ 63 Roadster » limitée à 63 exemplaires, inclus dans les 800 produits.

### Lamborghini Aventador SVJ Roadster Xago Edition
L'Aventador SVJ Roadster Xago Edition est une série limitée à 10 exemplaires qui célèbre l'inauguration du nouveau studio virtuel « Ad Personam » de la marque, permettant aux clients de personnaliser leur Aventador d'un concessionnaire ou de chez eux sans qu'ils aient besoin de se rendre à l'usine de Sant'Agata Bolognese comme auparavant.

## Lamborghini Aventador Ultimae LP780-4

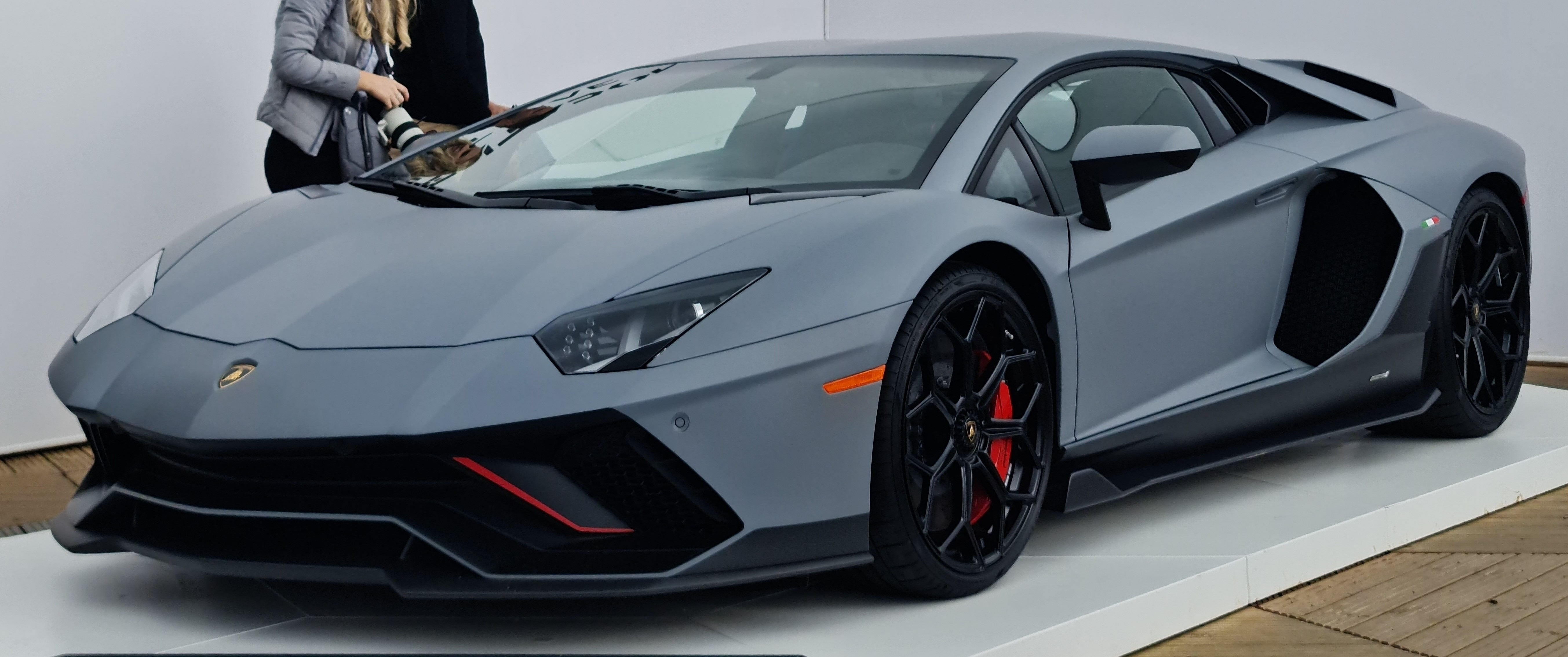
Aventador LP780-4 Ultimae.

En juillet 2021, Lamborghini présente une ultime version de l'Aventador, la LP 780-4 Ultimae, d'une puissance de 780 ch. Elle effectue le 0 à 100 km/h en 2,8 secondes et atteint 355 km/h en pointe. Elle est limitée à 350 exemplaires en coupé et 250 en roadster.
En avril 2022, la dernière Aventador Ultimae en version coupée produite a été vendue aux enchères chez RM Sotheby's pour plus de 1,6 million de dollars américains, accompagnée d'un NFT unique.

## Modèles dérivés
Lamborghini a produit plusieurs modèles de supercars basés sur la Lamborghini Aventador :
- Lamborghini Veneno
- Lamborghini Centenario
- Lamborghini Sián
- Lamborghini Countach LPI 800-4
- Lamborghini Essenza SCV12
- Lamborghini SC18 Alston
- Lamborghini SC20
- Lamborghini Invencible
- Lamborghini Autentica

À cela s'ajoute le concept-car Lamborghini Cimbareto LPT 1000-4.